# 丁乃揚

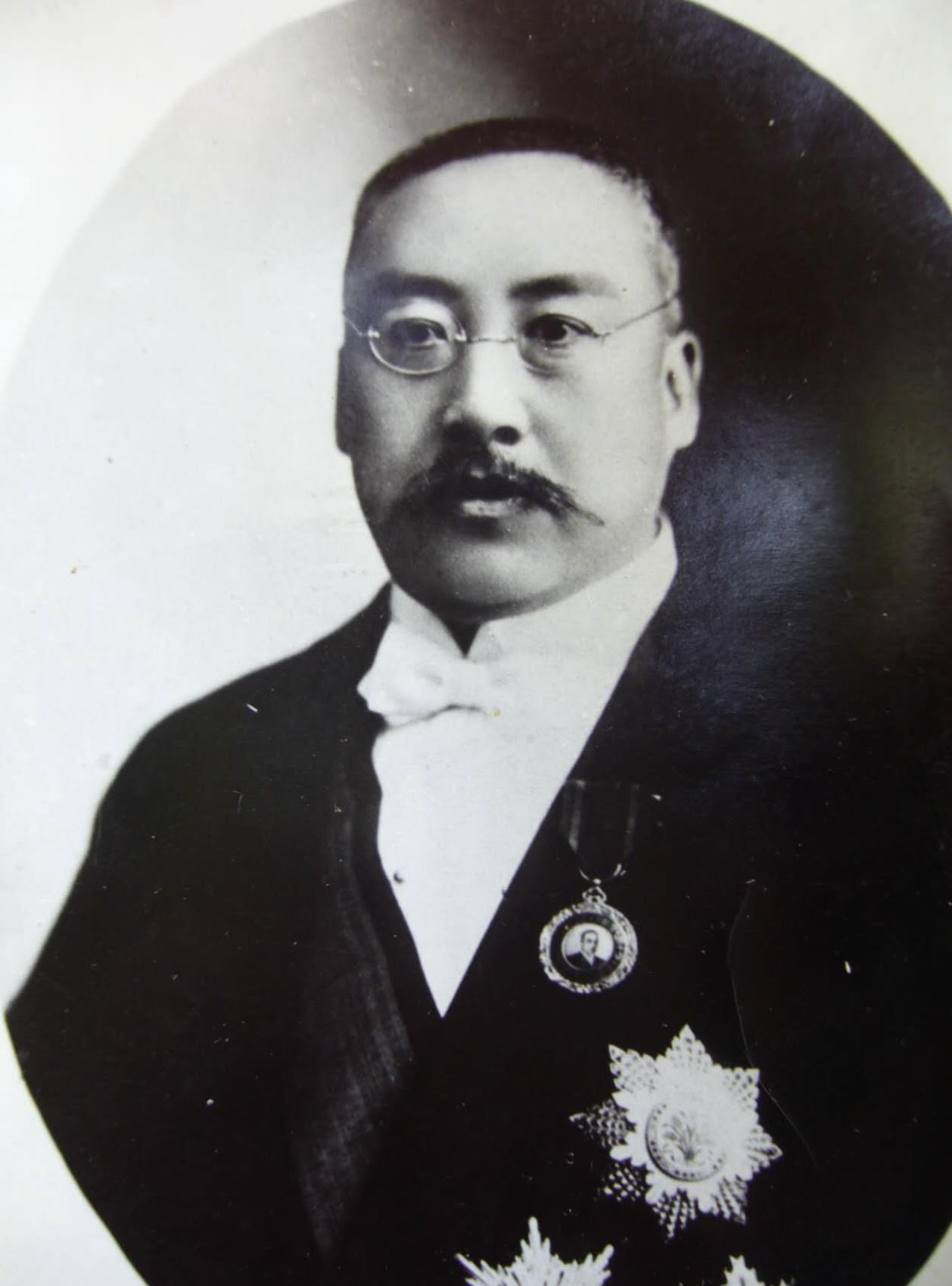
丁乃扬

丁乃扬（1868年—1944年），字少兰，浙江归安人。清末民初政治人物。

## 生平
丁乃扬在清朝曾任江西盐法道、广东盐运使、顺天府府尹。中华民国成立后，他仍任顺天府府尹，任至1912年底。此后他任大总统顾问。1916年至1918年，他任两广盐运使。1918年至1921年，他调任天津长芦盐运使，兼任缉私营督察长，他在任内将蓟县、宁河、宝坻等61个县引岸招商承办。1921年至1925年，他任江苏两淮盐运使。